# Кашово (Брянская область)
Кашово (в старину также Кошово) — село в Жирятинском районе Брянской области, в составе Жирятинского сельского поселения. Расположено в 8 км к западу от села Жирятино, в 5 км к юго-востоку от села Высокое, на реке Роше. Постоянное население с 2001 года отсутствует.

## История
Упоминается с 1648 года как существующее село; до 1781 года входило в Почепскую (1-ю) сотню Стародубского полка (бывшее владение Разумовских, Губчицев). Приход Крестовоздвиженской церкви упоминается с первой половины XVIII века (не сохранилась).
С 1782 до 1918 в Мглинском уезде (с 1861 — в составе Кульневской волости); в 1918—1924 гг. — в Почепском уезде (та же волость). В конце XIX века была открыта школа грамоты; проводились ежегодные ярмарки.
В 1924—1929 гг. в Жирятинской волости Бежицкого уезда, с 1929 года — в Жирятинском районе, а при его временном расформировании (1932—1939, 1957—1985 гг.) — в Жуковском районе.
С 1919 до 1930-х гг. являлось центром Кашовского сельсовета, затем до 2005 года входило в Высокский сельсовет.